# NGC 4460
NGC 4460 је спирална галаксија у сазвежђу Ловачки пси која се налази на NGC листи објеката дубоког неба.
Деклинација објекта је + 44° 51' 52" а ректасцензија 12h 28m 45,5s. Привидна величина (магнитуда) објекта NGC 4460 износи 11,4 а фотографска магнитуда 12,3. Налази се на удаљености од 8,845 милиона парсека од Сунца. NGC 4460 је још познат и под ознакама UGC 7611, MCG 8-23-41, CGCG 244-22, PGC 41069.